# Linia kolejowa nr 611
Linia kolejowa nr 611 – pierwszorzędna, jednotorowa, zelektryfikowana linia kolejowa łącząca rozjazd nr 30 w stacji Rzeszów Główny (obok przystanku Rzeszów Zachodni) ze stacją Rzeszów Staroniwa. Umożliwia ona bezpośredni przejazd z kierunku Dębicy w kierunku Jasła bez dodatkowej zmiany czoła pociągu w rejonie peronów stacji Rzeszów Główny.
Linię otwarto w 1970 roku, pierwotnie dla ruchu towarowego, a dwa lata później zelektryfikowano.

## Charakterystyka techniczna
Linia w całości jest klasy C3; maksymalny nacisk osi wynosi 221 kN dla lokomotyw oraz 196 kN wagonów, a maksymalny nacisk liniowy wynosi 71 kN (na 1 metr bieżący toru). Sieć trakcyjna jest typu C95-C oraz SKB70-C; jest przystosowana do maksymalnej prędkości 110 km/h; obciążalność prądowa wynosi 1150/1010 A, a minimalna odległość między odbierakami prądu 20 m. Linia wyposażona jest w elektromagnesy samoczynnego hamowania pociągów. Zarówno prędkość konstrukcyjna jak i maksymalna wynoszą 40 km/h.
Na linii zostały wprowadzone ograniczenia w związku z niezachowaniem skrajni – nieodpowiednia odległość słupa trakcyjnego od osi toru.